# Saison 7 de Femmes de loi
Cet article présente le guide de la septième saison de la série télévisée Femmes de loi.
| N° | # | Titre                      | Réalisation | Scénario                           | Première diffusion |
| --- | - | -------------------------- | ----------- | ---------------------------------- | ------------------ |
| 26 | 1 | La Fille de l'air          | Hervé Renoh | Céline et Martin Guyot             | 4 octobre 2007     |
| Le procureur Elisabeth Brochène mène une lourde opération de démantèlement d’un réseau de trafic de stupéfiants dirigé par un jeune psychopathe surnommé Alex. Pour cette opération, elle est assistée par une jeune lieutenant de police détachée de l’OCRB (Office central pour la répression du banditisme), Elena Cortès. La jeune femme, aussi tête brûlée qu’efficace, porte un douloureux secret… À la suite d'un assaut musclé, les membres du réseau sont appréhendés mais l’opération tourne mal et Elisabeth n’a d’autre choix que d’ordonner à Elena de laisser s’échapper Alex et son otage. Le lendemain, un corps de femme est retrouvé carbonisé. Malgré leurs rapports électriques, Elisabeth et Elena font une nouvelle fois équipe… Une enquête pleine de rebondissements, menée tambour battant par des Femmes de loi que tout semble opposer…                                                                                 |   |                            |             |                                    |                    |
| 27 | 2 | Fragile Liberté            | Hervé Renoh | Jean-Marc Dobel                    | 11 octobre 2007    |
| Le substitut du procureur Elisabeth Brochène et le lieutenant Eléna Cortès sont dépêchées au Marché aux Puces, théâtre d'une macabre découverte : un antiquaire, Alban Genteuil, a été sauvagement assassiné dans sa boutique. En disparaissant, il laisse derrière lui une petite orpheline, Julie, née d'un premier mariage, et une jeune fiancée, Elsa, avec laquelle il souhaitait se marier. Les premiers soupçons se portent sur Pierre Aubère, un ex-employé de la boutique, fiché au grand banditisme et ayant passé les vingt dernières années de sa vie derrière les barreaux. L'homme au passé trouble, inculpé pour une série de braquages armés dont l'un avait coûté la vie à un policier, aurait-il commis un nouveau crime quelques mois après sa sortie provisoire de prison ? Ses récentes disputes avec l'antiquaire pourraient bien lui fournir un mobile pour ce meurtre et remettre sa liberté conditionnelle en question... |   |                            |             |                                    |                    |
| 28 | 3 | Pour le meilleur...        | Hervé Renoh | Marie-Pierre Thomas                | 11 octobre 2007    |
| Les femmes de loi enquêtent sur la mort d'un ténor du barreau, maître Talmont. L'arme du crime n'a pas été retrouvée mais l'on sait, grâce aux douilles, qu'il s'agit de celle engagée dans une affaire de braquage traitée par l'avocat. C'est donc d'abord sur la petite amie du client braqué que tous les soupçons convergent. Privée par l'avocat de visites à son petit ami, elle aurait pu vouloir se venger et commettre l'irréparable... Mais tout au long de l'enquête, Eléna et Elisabeth, femmes de loi, découvrent l'autre facette de l'avocat apparemment irréprochable : l'homme était un mari jaloux et autoritaire, doublé d'un avocat manipulateur. Il poussait par exemple un de ses clients, Jacques Brunet, dans une affaire aux prud'hommes, à payer des indemnités à la partie adverse, une certaine Barbara Dupuis, qui se trouvait être sa maîtresse...                                                                   |   |                            |             |                                    |                    |
| 29 | 4 | Immunité                   | Gérard Cuq  | Claudio Descalzi                   | 18 octobre 2007    |
| Mathilde Larieux, une très belle femme âgée de 36 ans et directrice du petit musée d’arts primitifs d’Argenteuil, contemple une très belle collection de fétiches Yoruba que son assistante, responsable des acquisitions, Anne Gregorini, 39 ans, vient de recevoir et dont elle semble très fière. Mais, contre toute attente, Mathilde la sonde immédiatement sur les vérifications effectuées concernant la légalité de leur provenance. Anne s’emporte. Elle ne peut garantir à 100 % la transparence de cette acquisition mais Mathilde, furieuse, la coupe, lui rappelant sèchement ses ordres concernant les achats et sur le fait qu’elle s’oppose absolument à l’acquisition de toutes pièces d'origine douteuse. Anne tente de se défendre, en vain… |   |                            |             |                                    |                    |
| 30 | 5 | Sur le vif                 | Gérard Cuq  | Céline et Martin Guyot             | 25 octobre 2007    |
| Le professeur Fresnel, chirurgien spécialisé dans la greffe du rein, dirige une équipe d'internes et d'infirmiers. Alors qu'il s'apprête à consulter son collègue et ami, le docteur Persan, après un difficile retour de vacances, il est retrouvé, baignant dans son sang, dans sa voiture garée sur le parking de l'hôpital. Le lieutenant Cortès et le procureur Brochène doivent déterminer si son assassinat est lié aux lettres de menace de mort que recevait régulièrement le professeur concernant ses campagnes de sensibilisation aux dons d'organes... |   |                            |             |                                    |                    |
| 31 | 6 | Meurtre ascendant Scorpion | Gérard Cuq  | François Calderon et Benoît Valère | 17 janvier 2008    |
| Les deux astrologues les plus connus du moment s'affrontent lors d'un débat télévisé. Constance de Berg et Erwan Caradec se détestent depuis toujours et leurs disputes alimentent la presse people. Erwan profite de l'occasion pour annoncer qu'il est en train d'écrire un livre qui dément les prédictions de Constance et sa méthode de lecture des astres. Outrée, elle quitte le plateau en menaçant son rival, bien décidée à empêcher la publication de l'ouvrage. Cet affrontement risque fort de se prolonger hors des ondes... |   |                            |             |                                    |                    |
| 32 | 7 | Speed dating               | Gérard Cuq  | Céline et Martin Guyot             | 17 janvier 2008    |
| Laura et David viennent de passer la nuit ensemble. Remarquant l'heure tardive, Laura s'empresse de rentrer chez elle. Le lendemain matin, David est retrouvé assassiné, son appartement sens dessus dessous. Commence alors une longue enquête pour nos deux héroïnes qui vont tenter d'en savoir plus sur la victime. Laura, dernière à avoir vu David vivant, pourrait bien faire partie des suspects. L'enquête des femmes de loi les amène jusqu'à un club où se tiennent des séances de speed dating... |   |                            |             |                                    |                    |